# 鰭斑無線鰨
鰭斑無線鰨為輻鰭魚綱鰈形目鰨亞目舌鰨科的其中一種，分布於西大西洋區，從加拿大至烏拉圭海域，棲息深度6-263公尺，體長可達22公分，棲息在泥底質底層水域，以多毛類及甲殼類等為食，生活習性不明。

## 扩展阅读
維基物種上的相關：鰭斑無線鰨